# Route nationale 45b
Die N45B war eine französische Nationalstraße, die 1859 als Verbindung zwischen der N45 und N29 in Valenciennes festgelegt wurde. Sie verlief am Bahnhof vorbei, der 1870 in Betrieb ging. Das heutige Empfangsgebäude stammt aus dem Jahr 1909. Die Straße war etwa einen halben Kilometer lang. 1973 wurde sie abgestuft.